# Fenilidroxilamina
Fenilidroxilamina, também citada como fenilhidroxilamina, é o composto orgânico com a fórmula C6H5NHOH. É um intermediário no par redox relacionado C6H5NH2 e C6H5NO. Fenilidroxilamina não deve ser confundida com seu isômero α-fenilidroxilamina ou O-fenilidroxilamina, de fórmula Ph-O-NH2 (em que Ph- é o radical fenil).